# Chengde

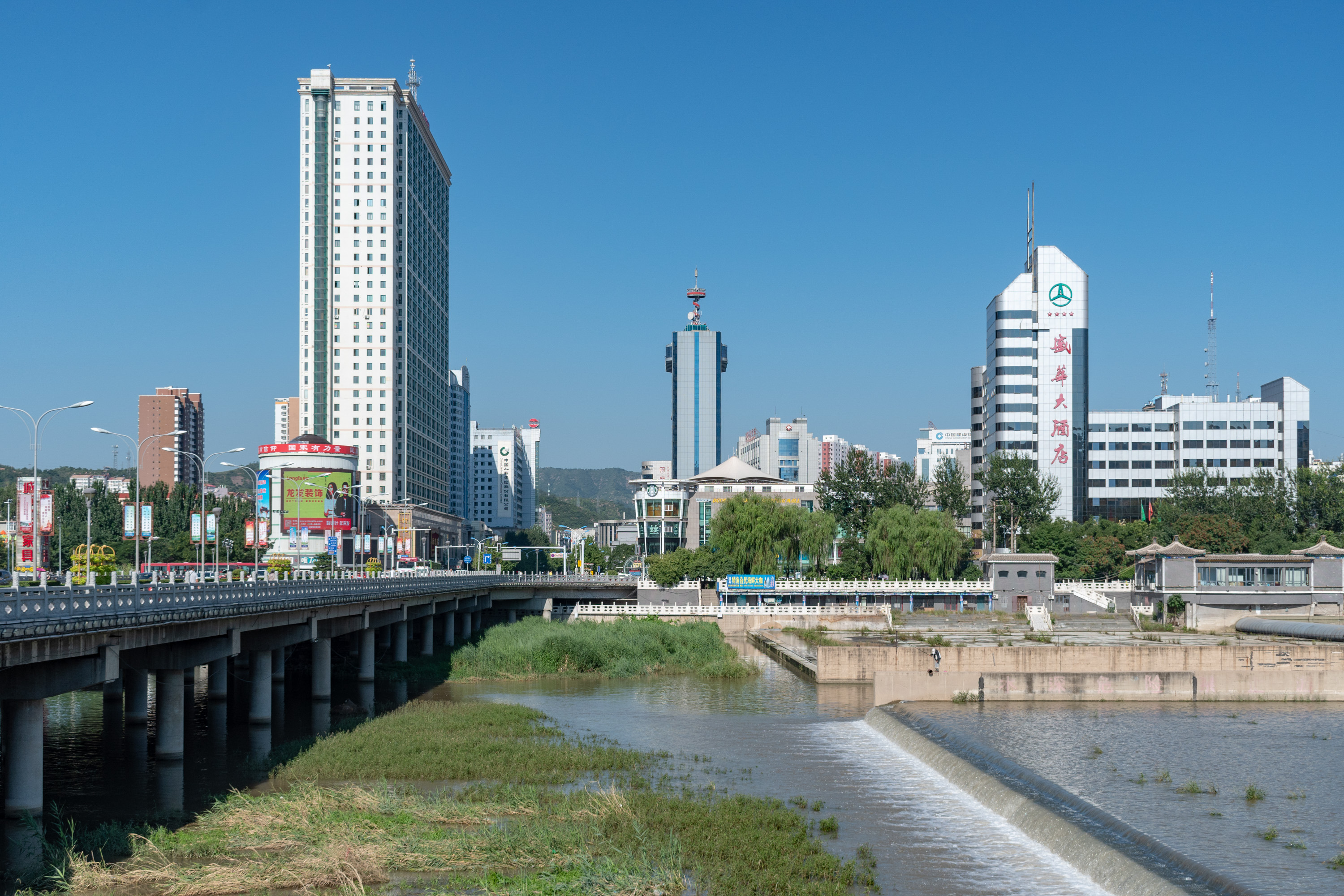
Chengde, cidade da província de Hebei, na China

Chengde, conhecida como Jehor ou Rehe, é uma cidade de nível provincial da província de Hebei que se localiza a nordeste de Pequim, na República Popular da China. É famosa pelo Mountain Resort, um engenhoso jardim imperial e palácio usado pelos imperadores da dinastia Qing como uma moradia de verão. A população atual é de aproximadamente de 449,325 habitantes com um aumento de 5,13% de 2018 para 2019, ano das estatísticas apresentadas.

## História
Em 1703, o povoado foi escolhido pelo imperador Kangxi como local para sua residência de verão. Construído ao longo do século XVIII, o Mountain Resort foi usado pelos imperadores Yongzheng e Qianlong. Atualmente, o sitio é um Patrimônio Mundial da UNESCO. Desde que a sede do governo seguiu o imperador, Chengde foi um centro político do império chinês durante esses tempos.
Sob a República da China, Chengde era a capital da província de Rehe. De 1933 a 1945, a cidade estava sob controle japonês como parte do estado fantoche da Manchúria, conhecido como Manchukuo. Após a Segunda Guerra Mundial, o Kuomintang recuperou a jurisdição. Em 1948, o Exército de Libertação Popular assumiu o controle de Chengde. Permaneceria parte de Rehe até 1955, quando a província foi abolida e a cidade foi incorporada em Hebei. A cidade é lar de grandes populações de minorias étnicas, mongóis e manchus em particular.

## "Cidades Irmãs"
Chengde tem parcerias com:
- Santo André, São Paulo, Brasil
- Takasaki, Gunma, Japan
- Dakota County, Minnesota, Estados Unidos
- Kashiwa, Chiba